# Sleipnir

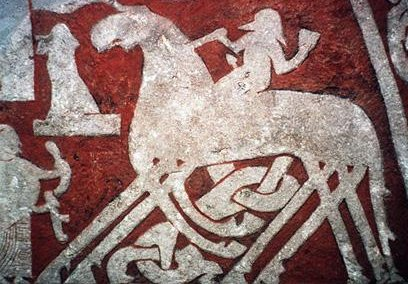

V severské mytologii je Sleipnir Odinův osminohý kůň. Je nejlepší a nejrychlejší kůň ze všech devítí světů. Sleipnir má takovou sílu, že ho Odin musí přivazovat k samotnému Yggdrasilu, což je jediná věc, která ho dokáže udržet.

## Sleipniho narození
Krátce po stvoření Midgardu a Valhally přišel k Ásům obr z rodu hrimthursar, převlečený za obyčejného kameníka, a nabídl jim, že znovu postaví hradby kolem Ásgardu, zbořené při válce mezi Ásy a Vany. Chtěl za to měsíc, slunce a bohyni Freyu. Bohové nakonec na radu Lokiho souhlasili, pokud se kameníkovi podaří val postavit během jedné zimy (tedy za šest měsíců). Pomáhal mu pouze kouzelný kůň Svadilfari. Když bohové zjistili, že kameník je obr a stavbu díky Svadilfarimu stihne dokončit, obořili se na Lokiho. Loki slíbil, že obr svou odměnu nedostane. Proměnil se v překrásnou klisnu a v této podobě se objevil před Svadilfarim. Svadilfari klisnu pronásledoval celou noc a obr nestihl zeď dokončit. Později se Lokimu narodilo osminohé hříbě Sleipnir, které daroval Ódinovi.